# بلوک۹ خروجی۲
بلوک۹ خروجی۲ فیلمی به کارگردانی و نویسندگی علیرضا امینی و تهیه‌کنندگی محمدرضا شریفی‌نیا محصول سال ۱۳۹۲ است.
این فیلم پس از ۴ سال توقیف در نهایت توانست نظر اعضای شورای پروانه نمایش را بدست آورد و با پذیرش رده‌بندی سنی پروانه نمایش خود را دریافت کرده و در تاریخ ۲ اسفند ۱۳۹۶ سینماهای ایران اکران شود.

## خلاصه داستان
بعد از مرگ مادربزرگ، زن و شوهری که چند سال از جدایی‌شان می‌گذرد، برای بهبود و سلامت روحی دخترشان به مسافرت می‌روند.

## بازیگران
| بازیگر        | نقش      |
| امیر جعفری    | وحید     |
| پانته‌آ بهرام  | مینا     |
| حمیدرضا آذرنگ | احمد     |
| الهام کردا    | بهناز    |
| ستایش محمودی  | سحر      |
| شبنم مقدمی    | روانشناس |
| ملیکا پارسا   | ساناز    |
| پروین ملکی    | مادربزرگ |